# NGC 1751
NGC 1751 је расејано звездано јато у сазвежђу Златна риба које се налази на NGC листи објеката дубоког неба.
Деклинација објекта је - 69° 48' 23" а ректасцензија 4h 54m 12,1s. Привидна величина (магнитуда) објекта NGC 1751 износи 14,5 а фотографска магнитуда 15,1. NGC 1751 је још познат и под ознакама ESO 56-SC23.